# Championnat d'Australie de football 2018-2019
Navigation
Édition précédente Édition suivante
La saison 2018-2019 de A-League est la quarante troisième édition du Championnat d'Australie de football, la quatorzième sous cette appellation. Le premier niveau du football australien oppose cette année dix franchises (neuf australiennes et une néo-zélandaise) en série de vingt-sept rencontres jouées d'octobre 2018 à avril 2019. À la fin de cette première phase, les six premiers du classement disputent les Finals series pour remporter le titre.

## Les 10 clubs participants

### Carte
| \| Adelaide United Brisbane Roar Central Coast Mariners Melbourne City Melbourne Victory Newcastle Jets Perth Glory Sydney FC WS Wanderers \| Les neuf clubs australiens de l'édition 2018-2019. |
| Adelaide United Brisbane Roar Central Coast Mariners Melbourne City Melbourne Victory Newcastle Jets Perth Glory Sydney FC WS Wanderers                                                          |

### Les franchises
| Club                          | Ville      | État                   | Entraîneur    | Stade                           | Capacité      |
| ----------------------------- | ---------- | ---------------------- | ------------- | ------------------------------- | ------------- |
| Adélaïde United Football Club | Adélaïde   | Australie-Méridionale  | Marco Kurz    | Hindmarsh Stadium Adelaide Oval | 17 000 53 500 |
| Brisbane Roar                 | Brisbane   | Queensland             | John Aloisi   | Suncorp Stadium                 | 52 000        |
| Central Coast Mariners        | Gosford    | Nouvelle-Galles du Sud | Mike Mulvey   | Central Coast Stadium           | 20 000        |
| Melbourne City                | Melbourne  | Victoria               | Warren Joyce  | AAMI Park                       | 31 000        |
| Melbourne Victory             | Melbourne  | Victoria               | Kevin Muscat  | Etihad Stadium AAMI Park        | 56 347 31 000 |
| Newcastle United Jets         | Newcastle  | Nouvelle-Galles du Sud | Ernie Merrick | Hunter Stadium                  | 26 000        |
| Perth Glory                   | Perth      | Australie-Occidentale  | Tony Popović  | nib Stadium                     | 20 000        |
| Sydney Football Club          | Sydney     | Nouvelle-Galles du Sud | Steve Corica  | Sydney Football Stadium         | 45 000        |
| Wellington Phoenix            | Wellington | Nouvelle-Zélande       | Mark Rudan    | Westpac Stadium                 | 36 000        |
| Western Sydney Wanderers      | Sydney     | Nouvelle-Galles du Sud | Markus Babbel | Parramatta Stadium              | 21 000        |

## Compétition

### Phase régulière

#### Classement
Les équipes sont classées selon leur nombre de points, lesquels sont répartis comme suite : trois points pour une victoire, un point pour un match nul, zéro point pour une défaite et zéro point en cas de forfait. Pour départager les égalités, les critères suivants sont utilisés
1. Différence de buts générale
2. Nombre de buts marqués
3. Faces-à-faces
4. Différence de buts lors des faces-à-faces
5. Tirage au sort

| Rang | Équipe                   | Pts | J  | G  | N | P  | Bp | Bc | Diff |
| ---- | ------------------------ | --- | -- | -- | - | -- | -- | -- | ---- |
| 1    | Perth Glory              | 60  | 27 | 18 | 6 | 3  | 56 | 23 | +33  |
| 2    | Sydney Football Club     | 52  | 27 | 16 | 4 | 7  | 43 | 29 | +14  |
| 3    | Melbourne VictoryT       | 50  | 27 | 15 | 5 | 7  | 50 | 32 | +18  |
| 4    | Adelaide United          | 44  | 27 | 12 | 8 | 7  | 37 | 32 | +5   |
| 5    | Melbourne City           | 40  | 27 | 11 | 7 | 9  | 39 | 32 | +7   |
| 6    | Wellington Phoenix       | 40  | 27 | 11 | 7 | 9  | 46 | 43 | +3   |
| 7    | Newcastle United Jets    | 35  | 27 | 10 | 5 | 12 | 40 | 36 | +4   |
| 8    | Western Sydney Wanderers | 24  | 27 | 6  | 6 | 15 | 42 | 54 | -12  |
| 9    | Brisbane Roar            | 18  | 27 | 4  | 6 | 17 | 38 | 71 | -33  |
| 10   | Central Coast Mariners   | 13  | 27 | 3  | 4 | 20 | 31 | 70 | -39  |

|  | Qualification pour la Ligue des champions de l'AFC 2020 et la phase finale                         |
|  | Qualification pour le tour préliminaire de la Ligue des champions de l'AFC 2020 et la phase finale |
|  | Qualification pour la phase finale                                                                 |
|  | T : tenant du titre                                                                                |

### Phase finale

#### Tableau
|  | Quarts de finale | Quarts de finale     | Quarts de finale     | Quarts de finale     |             |             | Demi-finales | Demi-finales | Demi-finales | Demi-finales |  |  | Finale | Finale | Finale | Finale |
|  |                  |                      |                      |                      |             |             |              |              |              |              |  |  |        |        |        |        |
|  |                  |                      |                      |                      |             |             |              |              |              |              |  |  |        |        |        |        |
|  |                  |                      |                      |                      |             |             |              |              |              |              |  |  |        |        |        |        |
|  |                  |                      |                      |                      |             |             |              |              |              |              |  |  |        |        |        |        |
|  |                  |                      |                      |                      |             |             |              |              |              |              |  |  |        |        |        |        |
|  |                  |                      |                      |                      |             |             |              |              |              |              |  |  |        |        |        |        |
|  | 1                | Perth Glory          | 3(5)                 | 3(5)                 |             |             |              |              |              |              |  |  |        |        |        |        |
|  | 1                | Perth Glory          | 3(5)                 | 3(5)                 |             |             |              |              |              |              |  |  |        |        |        |        |
|  |                  |                      | 4                    | Adelaide United      | 3(4)        | 3(4)        |              |              |              |              |  |  |        |        |        |        |
|  | 4                | Adelaide United      | 4                    | Adelaide United      | 3(4)        | 3(4)        | 1            | 1            |              |              |  |  |        |        |        |        |
|  | 4                | Adelaide United      |                      |                      |             |             |              | 1            |              |              |  |  |        |        |        |        |
|  | 5                | Melbourne City       | 0                    | 0                    |             |             |              |              |              |              |  |  |        |        |        |        |
|  | 5                | Melbourne City       | 0                    | 0                    | Perth Glory | Perth Glory | 0 (1)        | 0 (1)        |              |              |  |  |        |        |        |        |
|  |                  |                      |                      |                      | Perth Glory | Perth Glory | 0 (1)        | 0 (1)        |              |              |  |  |        |        |        |        |
|  |                  |                      | Sydney Football Club | Sydney Football Club | 0 (4)       | 0 (4)       |              |              |              |              |  |  |        |        |        |        |
|  |                  |                      |                      |                      | 0 (4)       | 0 (4)       |              |              |              |              |  |  |        |        |        |        |
|  |                  |                      |                      |                      |             |             |              |              |              |              |  |  |        |        |        |        |
|  |                  |                      |                      |                      |             |             |              |              |              |              |  |  |        |        |        |        |
|  | 2                | Sydney Football Club | 6                    | 6                    |             |             |              |              |              |              |  |  |        |        |        |        |
|  | 2                | Sydney Football Club | 6                    | 6                    |             |             |              |              |              |              |  |  |        |        |        |        |
|  |                  |                      | 3                    | Melbourne Victory    | 1           | 1           |              |              |              |              |  |  |        |        |        |        |
|  | 3                | Melbourne Victory    | 3                    | Melbourne Victory    | 1           | 1           | 3            | 3            |              |              |  |  |        |        |        |        |
|  | 3                | Melbourne Victory    |                      |                      |             |             |              | 3            |              |              |  |  |        |        |        |        |
|  | 6                | Wellington Phoenix   | 1                    | 1                    |             |             |              |              |              |              |  |  |        |        |        |        |
|  | 6                | Wellington Phoenix   | 1                    | 1                    |             |             |              |              |              |              |  |  |        |        |        |        |
|  |                  |                      |                      |                      |             |             |              |              |              |              |  |  |        |        |        |        |

#### Résultats

##### Quarts de finale
| 3 mai 2019 | Melbourne Victory                                                | 3-1   | Wellington Phoenix | AAMI Park, Melbourne |                      |
|            | Georg Niedermeier 42e · Kosta Barbarouses 53e · Ola Toivonen 71e | (1-0) | 64e Roy Krishna    | Spectateurs : 16 010 | Spectateurs : 16 010 |

| 5 mai 2019 | Adelaide United   | 1-0   | Melbourne City | Hindmarsh Stadium, Adélaïde |                      |
|            | Ben Halloran 119e | (0-0) |                | Spectateurs : 13 232        | Spectateurs : 13 232 |

##### Demi-finales
| 10 mai 2019 | Perth Glory                                | 3-3(5-4t. a. b.) | Adelaide United                                          | Perth Oval, Perth |  |
|             | Diego Castro 29e, 74e · Scott Neville 104e | (1-0)            | 80e Baba Diawara · 94e Ryan Kitto · 115e Michael Marrone |                   |  |

| 12 mai 2019 | Sydney Football Club                                                                                                | 6-1   | Melbourne Victory  | Netstrata Jubilee Stadium, Sydney |                      |
|             | Aaron Calver 3e · Alex Brosque 43e · Leigh Broxham 45+2e (csc) · Adam le Fondre 63e (pen.) 68e · Miloš Ninković 88e | (3-0) | 90+1e Ola Toivonen | Spectateurs : 12 141              | Spectateurs : 12 141 |

##### Finale
| 19 mai 2019 | Perth Glory | 0-0 (1-4t. a. b.) | Sydney Football Club | Optus Stadium, Perth |                      |
|             |             | (0-0)             |                      | Spectateurs : 56 371 | Spectateurs : 56 371 |

## Bilan de la saison
| Championnat d'Australie de football 2018-2019                  |                                  |
| Champion                                                       | Sydney Football Club (4e titre)  |
| Dauphin                                                        | Perth Glory                      |
| Qualifications continentales                                   |                                  |
| Ligue des champions de l'AFC 2020 (phase de groupes)           | Sydney Football Club Perth Glory |
| Ligue des champions de l'AFC 2020 (deuxième tour préliminaire) | Melbourne Victory                |